# 徳久恒範

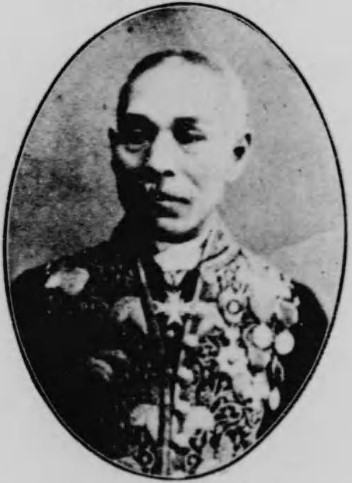
徳久恒範

徳久 恒範（とくひさ つねのり、1844年2月16日（天保14年12月28日）- 1910年（明治43年）12月30日）は、幕末の佐賀藩士、明治期の官僚・政治家。県知事、貴族院議員。

## 経歴
佐賀藩士・徳久恒忠の長男として生まれる。明治4年（1871年）、佐賀藩少参事に就任。その後、明治政府に出仕し、兵部七等出仕に就任し、さらに陸軍少佐となる。1879年、熊本県一等警部に就任。以後、同警部長、石川県・栃木県・兵庫県の各書記官などを歴任。
1892年8月、富山県知事に就任。産業振興、実業学校の設置などを推進した。1896年4月、香川県知事に転じ、工芸学校の設置、稲作の改良などを推進。1898年7月、熊本県知事となる。1903年6月、広島県知事に就任し、1904年1月まで在任し休職となった。
1904年8月22日、貴族院勅選議員に任じられ、死去するまで在任した。1905年11月1日、錦鶏間祗候となる。
その他、韓国拓殖株式会社監査役、朝日肥料株式会社取締役、臨時博覧会事務委員などを務めた。

## 栄典
位階
- 1892年（明治25年）9月26日 - 正五位[3]
- 1902年（明治35年）12月10日 - 正四位[4]
- 1905年（明治38年）5月1日 - 従三位[5]

勲章等
- 1894年（明治27年）12月26日 - 勲四等瑞宝章[6]
- 1898年（明治31年）12月28日 - 勲三等瑞宝章[7]

## 親族
- 弟 徳久恒敏（佐賀の乱に参加。西南戦争で戦死）
- 娘婿 加瀬 倭武（陸軍少将）
- 娘婿 鈴木 貞一（陸軍中将）